# Ariosoma major
Ariosoma major és una espècie de peix pertanyent a la família dels còngrids.

## Descripció
- Pot arribar a fer 53 cm de llargària màxima.[6][7]

## Alimentació
Menja peixos i crancs.

## Hàbitat
És un peix marí, demersal i de clima temperat.

## Distribució geogràfica
Es troba al Pacífic nord-occidental: el Japó, Taiwan i el mar de la Xina Oriental.

## Observacions
És inofensiu per als humans.